# Kepler-20
Kepler-20 é uma estrela parecida com o Sol localizada na constelação de Lyra, a 950 anos-luz da Terra. Em dezembro de 2011, foi anunciado que é orbitada por cinco exoplanetas, incluindo Kepler-20 e e Kepler-20 f, os primeiros planetas conhecidos do tamanho da Terra. Os outros planetas do sistema são gigantes gasosos do tamanho de Netuno, próximos da estrela.

## Características
Kepler-20 é uma estrela de classe G8 parecida com o Sol, tendo 94% do raio solar e 91% da massa solar. Sua temperatura de 5 466 K é um pouco menor que a do Sol. Por enquanto, ainda não foi determinado se ela é da sequência principal. A abundância de elementos que não são hidrogênio e hélio, a metalicidade, é aproximadamente igual à do Sol. Sua idade pode ser maior que a do Sol, porém a margem de erro nesse aspecto é muito grande.
A magnitude aparente de Kepler-20 é de 12,51, e portanto a estrela não pode ser vista a olho nu. Um telescópio com uma abertura de pelo menos 15 cm é necessário para vê-la.

## Sistema planetário
A descoberta dos cinco planetas do sistema Kepler-20 foi anunciada em 20 de dezembro de 2011. Desses planetas, Kepler-20 e é um pouco menor que Vênus e possui 0,87 vezes o raio da Terra, enquanto Kepler-20 f é um pouco maior que a Terra e tem 1,03 vezes seu raio, tornando-os os primeiros planetas do tamanho da Terra conhecidos. São os menores exoplanetas descobertos até agora. Suas temperaturas superficiais são de 760 ºC e 430 °C respectivamente. Esse calor extremo decorre de sua proximidade com a estrela e os torna inaptos para a vida. A descoberta fez parte do projeto do telescópio espacial Kepler, que busca planetas semelhantes à Terra.
Os outros planetas do sistema, Kepler-20 b, Kepler-20 c e Kepler-20 d, são gigantes gasosos do tamanho de Netuno. A ordem dos planetas no sistema, pela sua distância a Kepler-20, é b-e-c-f-d. Todos eles possuem órbitas menores que a de Mercúrio.